# FAD difosfataza
FAD difosfataza (EC 3.6.1.18, FAD pirofosfataza, riboflavin adenin dinukleotidna pirofosfataza, flavin adenin dinukleotidna pirofosfataza, riboflavin adenin dinukleotidna pirofosfataza, flavin adenin dinukleotidna pirofosfataza) je enzim sa sistematskim imenom FAD nukleotidohidrolaza. Ovaj enzim katalizuje sledeću hemijsku reakciju
FAD + 2O {\displaystyle \rightleftharpoons } AMP + FMN
Biljni enzim takođe hidrolizuje NAD+ i NADH.

## Literatura
- Nicholas C. Price; Lewis Stevens (1999). Fundamentals of Enzymology: The Cell and Molecular Biology of Catalytic Proteins (Third изд.). USA: Oxford University Press. ISBN 019850229X.
- Eric J. Toone (2006). Advances in Enzymology and Related Areas of Molecular Biology, Protein Evolution (Volume 75 изд.). Wiley-Interscience. ISBN 0471205036.
- Branden C; Tooze J. Introduction to Protein Structure. New York, NY: Garland Publishing. ISBN 0-8153-2305-0.
- Irwin H. Segel. Enzyme Kinetics: Behavior and Analysis of Rapid Equilibrium and Steady-State Enzyme Systems (Book 44 изд.). Wiley Classics Library. ISBN 0471303097.

## Spoljašnje veze
- FAD+diphosphatase на 